# Escarpia spicata
Escarpia spicata är en ringmaskart som beskrevs av Jones 1985. Escarpia spicata ingår i släktet Escarpia och familjen skäggmaskar. Inga underarter finns listade i Catalogue of Life.